# Вуянович, Филип
Фи́лип Ву́янович (черног. Филип Вујановић, Filip Vujanović; род. 1 сентября 1954, Белград, Югославия) — черногорский государственный и политический деятель. Президент Черногории с 22 мая 2003 по 20 мая 2018 года.

## Биография
В 1978 году окончил курс юридического факультета Белградского университета.
С марта 1978 по ноябрь 1980 года — сотрудник муниципальной и окружной прокуратуры в Белграде.
С ноября 1980 по январь 1981 года — секретарь суда в окружном суде Титограда.
В 1982—1993 годах занимался адвокатской деятельностью.
С марта 1993 по май 1995 года — министр юстиции Черногории.
В 1995—1998 годах — министр внутренних дел Черногории.
С 5 февраля 1998 по 5 ноября 2002 года — Председатель Правительства Черногории в составе Югославии.
С 5 ноября 2002 года — председатель Скупщины союзной республики Черногории. С 25 ноября 2002 года — после отставки Мило Джукановича стал и. о. президента.
11 мая 2003 года избран Президентом Черногории; инаугурация состоялась 22 мая.
3 июня 2006 года была провозглашена независимость Черногории от Союза Сербии и Черногории.
7 апреля 2013 года — на очередных выборах набрал 51,2 % голосов и был переизбран президентом на новый срок.
Являлся сторонником вступления Черногории в НАТО. После ратификации парламентом соглашения о вступление в альянс 28 апреля 2017 года Вуянович заявил:
Сегодняшним историческим решением в Цетине Черногория получает новые многочисленные возможности, но прежде всего условия для своего вечного существования
20 мая 2018 года срок полномочий Вуяновича завершился и президентом Черногории снова стал М. Джуканович.

## Награды
- Лауреат премии Международного фонда единства православных народов «За выдающеюся деятельность по укреплению единства православных народов. За утверждение и продвижение христианских ценностей в жизни общества» имени Святейшего Патриарха Алексия II за 2008 год (Россия, 2009 год)[5].
- Орден Святого царя Константина (Сербская Православная Церковь, 19 октября 2013 года)[6][7].
- Орден «Стара-планина» с лентой (Болгария, 25 ноября 2016 года)[8][9].
- Кавалер Большого Креста ордена Князя Даниила I (дом Петровичей-Негошей, 4 июня 2005)[10]
- Кавалер Большого креста ордена Франциска I (дом Неаполитанских Бурбонов, 29 июля 2012)[11]

## Семья
Женат, трое детей. Жена — Светлана, сын — Данило, дочери — Татьяна и Нина.